# 卡内皮纳
卡内皮纳（義大利語：Canepina），是意大利维泰博省的一个市镇。总面积20.96平方公里，人口3210人，人口密度153.1人/平方公里（2009年）。ISTAT代码为056011。